# Lijst van nationale parken in Montenegro
In Montenegro zijn vijf natuurgebieden uitgeroepen tot nationaal park. 
| Naam                            | Foto | Locatie | Oppervlakte | Opgericht in |
| ------------------------------- | ---- | --- | ----------- | ------------ |
| Nationaal Park Durmitor         |      | Noordwest-Montenegro (gemeente Žabljak, gemeente Šavnik, gemeente Plužine, gemeente Pljevlja en gemeente Mojkovac) | 39.000 ha   | 1952         |
| Nationaal Park Biogradska Gora  |      | Noordoost-Montenegro (gemeente Kolašin, gemeente Mojkovac, gemeente Berane, gemeente Andrijevica )                 | 5.650 ha    | 1952         |
| Nationaal Park Lovćen           |      | Zuid-Montenegro (gemeente Cetinje en gemeente Budva)                                                               | 6.220 ha    | 1952         |
| Nationaal Park Skadarsko Jezero |      | Zuidoost-Montenegro (gemeente Podgorica, gemeente Bar en gemeente Cetinje)                                         | 40.000 ha   | 1983         |
| Nationaal Park Prokletije       |      | Oost-Montenegro (gemeente Plav)                                                                                    | 16.630 ha   | 2009         |

Biogradska Gora · 
Durmitor · 
Lovćen · 
Prokletije · 
Skadarsko Jezero